# Кханна, Рахул
Рахул Кханна (англ. Rahul Khanna, род. 20 июня 1972 года) — индийский актёр, телеведущий, бывший виджей и писатель.

## Ранняя жизнь и биография
Кханна родился и вырос в Мумбаи. Его отец — актёр и политик Винод Кханна, мать — экс-модель Гитанджали Талеярхан, а его младший брат — Акшай Кханна, тоже актёр.
Кханна учился в Институте театра и кино Ли Страсберга и Школе изобразительных искусств в Нью-Йорке.

## Карьера
Рахул начал свою карьеру в качестве виджея (видео-жокей) на MTV Азии в 1994 году. В течение 4-летнего пребывания на канале он пользовался огромной популярностью, огромным количеством поклонников по всей Азии и постоянно светился в СМИ.
Он дебютировал в художественном фильме Дипы Мехты «Земля», наряду с Аамиром Хан. Его актёрская игра принесла ему несколько наград, включая Filmfare Award за лучшую дебютную мужскую роль. Позднее он сыграл в фильме Мехты «Болливуд/Голливуд» (2003). Также он появлялся в фильме «Сид, проснись!» с Ранбиром Капуром и Конконой Сен Шармой.
Фильмы, в которых сыграл Рахул, включая «Схватка» и «Влюбленные соперники», были сняты на языке хинди.
Зарубежным дебютом для Рахула стал фильм «Императорский клуб» с Кевином Клайном в главной роли.

### Театр
- «Восток есть Восток», 1999. В Нью-Йорке постановка Аюб Кхан-Дина, была снята режиссером Скоттом Эллиоттом (Карта мира) и Кханн предстал в образе Тарика, непослушного, бездельника, сына пакистанца и англичанки. Этот образ принёс ему признание как и публики, так и критиков.

### Телевидение
- С 1994 по 1998 год был виждеем на MTV Азия.
- С 1999 по 2001 год был ведущим телепередачи «Asian Variety Show» на телеканале AVS TV Network
- В 2006 году был ведущим телепередачи «Discovery Week» на Discovery Channel

Кханна также проводил многочисленные мероприятия, такие как: вручение Премии международной академии кино Индии, Screen Awards, премии журнала «Stardust», национальный конкурс красоты «Мисс Индия», показ моды с участием Наоми Кэмпбелл на неделе моды в Мумбаи, премия индийской версии журнала GQ Men of the Year Awards 2009 & 2010, награждение учителей за их достижения в 2008 и 2010, Индийский международный кинофестиваль 2011, Hall of Fame Awards журнала «Hello» 2011 и Предприниматель года Ernst & Young 2012.
Кханна так же появлялся на PETA в Индии, где он агитировал на защиту слонов и птиц.

### Писательская деятельность
Кханна имеет фирменную юмористическую манеру письма. Помимо того, что он пишет для своего блога, части его статей и очерков были опубликованы в ряде популярных газет, журналов и веб-сайтов, включая индийские версии журналов Harper’s Bazaar, Vogue, Cosmopolitan, Elle, GQ, Marie Claire, The Times of India, Deccan Herald и The Huffington Post.

## Фильмография
| Год       |   | Русское название       | Оригинальное название | Роль                                                  |
| --------- | - | ---------------------- | --------------------- | ----------------------------------------------------- |
| 1999      | ф | Земля                  | 1947: Earth           | Хасан                                                 |
| 2001      | ф |                        | 3 AM                  | Моррис                                                |
| 2002      | ф | Болливуд/Голливуд      | Bollywood/Hollywood   | Рахул Сет                                             |
| 2002      | ф | Императорский клуб     | The Emperor's Club    | Дипак Мехта                                           |
| 2005      | ф | Схватка                | Elaan                 | Каран Шах                                             |
| 2007      | ф | Влюбленные соперники   | Raqeeb                | Рэмо Мэтьюз                                           |
| 2008      | ф | Тахан                  | Tahaan                | Кука Сахеб (Специальное появление)                    |
| 2008      | ф |                        | Сердечные игры        | Dil Kabaddi / Вир                                     |
| 2009      | ф | Любовь вчера и сегодня | Love Aaj Kal          | Викрам Джоши (Специальное появление)                  |
| 2009      | ф | Сид, проснись!         | Wake Up Sid           | Кабир Чаудхари, Главный редактор журнала Mumbai Beats |
| 2013      | с | 24                     | 24                    | Тарун Хосла                                           |
| 2013      | ф | Светлячки              | Fireflies             | Шив                                                   |
| 2014—2015 | с | Американцы             | The Americans         | Юсаф Рана                                             |